# Торговий патент
Торговий патент — державне свідоцтво, яке засвідчує право суб'єкта підприємницької діяльності чи його структурного (відокремленого) підрозділу провадити такі види підприємницької діяльності:
- торговельна діяльність (за готівкові кошти, а також з використанням інших форм розрахунків та кредитних карток);
- діяльність з обміну готівкових валютних цінностей;
- діяльність із надання послуг у сфері грального бізнесу;
- діяльність із надання побутових послуг.

Торговий патент не засвідчує право суб'єкта підприємницької діяльності на інтелектуальну власність.
Торговий патент видається за плату суб'єктам підприємницької діяльності державними податковими органами за місцезнаходженням цих суб'єктів або місцезнаходженням їхніх структурних (відокремлених) підрозділів, суб'єктам підприємницької діяльності, що провадять торговельну діяльність або надають побутові послуги (крім пересувної торговельної мережі), — за місцезнаходженням пункту продажу товарів або пункту з надання побутових послуг, а суб'єктам підприємницької діяльності, що здійснюють торгівлю через пересувну торговельну мережу, — за місцем реєстрації цих суб'єктів.
Суб'єкт підприємництва, що припинив діяльність, яка підлягає патентуванню, до 15 числа місяця, що передує звітному, письмово повідомляє про припинення такої діяльності відповідний державний податковий орган. При цьому торговий патент підлягає поверненню до державного податкового органу, що видав його, а суб'єктові підприємницької діяльності повертається надмірно сплачена сума вартості торгового патенту.

## Види торговельної діяльності
Патентуванню підлягає діяльність з надання побутових послуг, яка здійснюється суб'єктами підприємницької діяльності або їхніми структурними (відокремленими) підрозділами як в окремих приміщеннях, будівлях, їхніх частинах, так і за їхніми межами.
Під побутовими послугами слід розуміти діяльність, пов'язану з наданням платних послуг для задоволення особистих потреб замовника за готівкові кошти, а також з використанням інших; форм розрахунків, включаючи кредитні картки.
Перелік послуг, які відносяться до побутових, визначається Кабінетом Міністрів України і не може змінюватися протягом бюджетного року.
У разі коли суб'єкт підприємницької діяльності має структурні (відокремлені) підрозділи, торговий патент на здійснення діяльності з надання побутових послуг придбавається окремо для кожного структурного (відокремленого) підрозділу.
Вартість торгового патенту на здійснення діяльності з надання побутових послуг встановлюється за календарний місяць органами місцевого самоврядування залежно від місцезнаходження суб'єкта з надання побутових послуг та виду побутових послуг в межах таких граничних рівнів:
— на території міста Києва, обласних центрів — від 60 до 320 гривень;
— на території міста Севастополя, міст обласного підпорядкування (крім обласних центрів) і районних центрів — від 30 до 160 гривень;
— на території інших населених пунктів — до 80 гривень.
Термін дії торгового патенту на здійснення діяльності з надання побутових послуг становить 12 календарних місяців.
Оплата вартості торгового патенту на здійснення діяльності з надання побутових послуг провадиться щомісячно до 15 числа місяця, який передує звітному.
Патентуванню підлягають операції з надання послугу сфері грального бізнесу, які здійснюються суб'єктами підприємницької діяльності або їхніми структурними (відокремленими) підрозділами.
Під гральним бізнесом слід розуміти діяльність, пов'язану з влаштуванням казино, інших гральних місць (домів), гральних автоматів з грошовим або майновим виграшем, проведенням лотерей (крім державних) та розіграшів з видачею грошових виграшів у готівковій або майновій формі.
Казино, інші гральні місця (дома) повинні займати окремі приміщення або будівлі та мати гральний зал для відвідувачів (крім гральних автоматів та більярдних столів).
Надання послуг у сфері грального бізнесу поза межами відведених на ці цілі приміщень або будівель, а також у приміщеннях, що не мають грального залу для відвідувачів, не дозволяється.
У разі коли суб'єкт підприємницької діяльності має структурні (відокремлені) підрозділи, торговий патент треба придбати окремо для кожного структурного (відокремленого) підрозділу (грального місця).
Вартість торгового патенту на здійснення операцій з надання послуг у сфері грального бізнесу встановлюється у фіксованому розмірі (за рік):
- для використання грального автомата з грошовим або майновим виграшем — 2800 гривень;
- для використання грального столу з кільцем рулетки — 128000 гривень;
- для використання інших гральних столів (спеціальних столів для казино,

крім столів для більярду) — 96000 гривень за кожний стіл;
- для використання кегельбанів, що вводяться у дію за допомогою жетона, монети або без них,
- 4000 гривень за кожний гральний жолоб (доріжку);
- для використання столів для більярду, що вводяться в дію за допомогою жетона, монети або без них, крім столів для більярду, що використовуються для спортивних аматорських змагань, — 1200 гривень за кожний стіл для більярду;
- для провадження інших видів грального бізнесу, включаючи розіграші з видачею грошових виграшів у готівковій формі поза банківськими установами або у майновій формі на місці, — 4800 гривень за кожний окремий вид (місце) грального бізнесу.

Торговий патент на здійснення операцій з надання послуг у сфері грального бізнесу має бути виданий на кожне окреме гральне місце (гральний автомат, гральний стіл).
Торговий патент на здійснення операцій з надання послуг у сфері грального бізнесу не дає права на здійснення грального бізнесу, не зазначеного у такому патенті.
Термін дії торгового патенту на здійснення операцій з надання послуг у сфері грального бізнесу становить 60 календарних місяців.
Оплата вартості торгового патенту провадиться щоквартально до 15 числа місяця, що передує звітному кварталу.
Патентуванню підлягають операції з торгівлі готівковими валютними цінностями, які здійснюються суб'єктами підприємницької діяльності або їхніми структурними (відокремленими) підрозділами у пунктах обміну іноземної валюти.
Під торгівлею готівковими валютними цінностями слід розуміти продаж готівкової іноземної валюти, інших готівкових платіжних засобів, виражених в іноземній валюті (у тому числі дорожніх, банківських та персональних чеків), а також операції з дебетування кредитних (дебетових) карток в обмін на валюту України, інших готівкових платіжних засобів, виражених у валюті України, а також в обмін на іншу іноземну валюту.
Під пунктами обміну іноземної валюти слід розуміти:
- обмінні пункти уповноважених банків;
- обмінні пункти уповноважених банків, що розташовані поза їхніми операційними залами;
- обмінні пункти інших кредитно-фінансових установ, які одержали ліцензію Національного банку України на здійснення операцій з торгівлі іноземною валютою;
- обмінні пункти суб'єктів підприємницької діяльності, які діють на підставі агентських угод з уповноваженими банками.

У разі коли суб'єкт підприємницької діяльності має структурні (відокремлені) підрозділи, торговий патент придбавається окремо для кожного структурного (відокремленого) підрозділу (обмінного пункту).
Вартість торгового патенту на здійснення операцій з торгівлі валютними цінностями встановлюється у фіксованому розмірі 960 гривень за календарний місяць.
Термін дії торгового патенту на здійснення операцій з торгівлі валютними цінностями становить 36 календарних місяців.
Оплата вартості торгового патенту здійснюється щоквартально до 15 числа місяця, який передує звітному кварталу.
Патентуванню підлягає торговельна діяльність, що здійснюється суб'єктами підприємницької діяльності або їхніми структурними (відокремленими) підрозділами у пунктах продажу товарів.
Під торговельною діяльністю слід розуміти роздрібну та гуртову торгівлю, діяльність у торговельно-виробничій (громадське харчування) сфері за готівкові кошти, інші готівкові платіжні засоби та з використанням кредитних карток.
Під пунктами продажу товарів розуміють:
- магазини та інші торгові точки, які знаходяться в окремих приміщеннях, будівлях або їхніх частинах і мають торговельний зал для покупців або використовують для торгівлі його частину;
- кіоски, палатки та інші малі архітектурні форми, які займають окремі приміщення, але не мають вбудованого торговельного залу для покупців;
- автомагазини, розвозки та інші види пересувної торговельної мережі;
- лотки, прилавки та інші види торгових точок у відведених для торговельної діяльності місцях, крім лотків, прилавків, що надаються в оренду суб'єктам підприємницької діяльності — фізичним особам та знаходяться в межах спеціалізованих підприємств сфери торгівлі — ринків усіх форм власності;
- стаціонарні, малогабаритні і пересувні автозаправні станції, заправні пункти, які здійснюють торгівлю нафтопродуктами та стиснутим газом;
- фабрики-кухні, фабрики-заготівельні, їдальні, ресторани, кафе, закусочні, бари, буфети, відкриті літні майданчики, кіоски та інші пункти громадського харчування;
- гуртові бази, склади-магазини або інші приміщення, які використовуються для здійснення гуртової торгівлі за готівкові кошти, інші готівкові платіжні засоби та з використанням кредитних карток.

У разі коли суб'єкт підприємницької діяльності має структурні (відокремлені) підрозділи, торговий патент придбавається окремо для кожного структурного (відокремленого) підрозділу (торгової точки).
Вартість торгового патенту на здійснення торговельної діяльності встановлюється органами місцевого самоврядування залежно від місця пункту продажу товарів та асортиментного переліку товарів.
Вартість торгового патенту за календарний місяць встановлюється у межах таких граничних рівнів:
- на території міста Києва, обласних центрів — від 60 до 320 гривень;
- на території міста Севастополя, міст обласного підпорядкування (крім обласних центрів) і районних центрів — від 30 до 160 гривень;
- на території інших населених пунктів — до 80 гривень.

У разі, коли пункти продажу товарів розташовані в курортних місцевостях або на територіях, прилеглих до митниць, інших пунктів переміщень через митний кордон, органи місцевого самоврядування, до бюджетів яких спрямовується плата за торговий патент, можуть ухвалити рішення щодо збільшення плати за торговий патент, але не більше 320 гривень за календарний місяць. Додаткові доходи, отримувані внаслідок ухвалення зазначених рішень, повністю спрямовуються до відповідних місцевих бюджетів.
Термін дії торгового патенту на здійснення торговельної діяльності становить 12 календарних місяців.
Термін дії короткотермінового торгового патенту на здійснення торговельної діяльності становить від 1 до 15 днів.
Вартість короткотермінового торгового патенту на здійснення торговельної діяльності за один день встановлюється у фіксованому розмірі 10 гривень.
Оплата вартості торгового патенту на здійснення торговельної діяльності провадиться щомісячно до 15 числа місяця, який передує звітному, а оплата вартості короткотермінового торгового патенту здійснюється не пізніше ніж за один день до початку здійснення торговельної діяльності.
Під час придбання торгового патенту на здійснення торговельної діяльності суб'єкт підприємницької діяльності вносить одноразову плату в розмірі вартості торгового патенту за один місяць. На суму, сплачену під час придбання торгового патенту, зменшується розмір плати за торговий патент, яка підлягає внесенню в останній місяць його дії.
Під час придбання спеціального торгового патенту суб'єкт підприємницької діяльності не вносить одноразову плату.
Суб'єкт підприємницької діяльності може зробити попередню оплату вартості торгового патенту на здійснення торговельної діяльності за весь термін його дії та має право придбати торгові патенти на наступні за поточним роки, але не більше ніж на три роки, сплативши повну вартість цих патентів під час їхнього одержання. При цьому суб'єкт підприємницької діяльності звільняється від обов'язків додаткового внесення вартості торгового патенту у разі, якщо прийнятими після сплати повної вартості торгових патентів на наступні роки нормативно-правовими актами буде збільшена вартість торгового патенту.
Без придбання торгового патенту суб'єкти підприємницької діяльності або їхні структурні (відокремлені) підрозділи здійснюють торговельну діяльність виключно з використанням таких видів товарів вітчизняного виробництва:
— хліб і хлібобулочні вироби;
— борошно пшеничне та житнє;
— сіль, цукор, олія соняшникова і кукурудзяна;
— молоко і молочна продукція, крім молока і вершків згущених з добавками і'без них;
— продукти дитячого харчування;
— безалкогольні напої;
— морозиво;
— яловичина та свинина;
— домашня птиця;
— яйця;
— риба;
— ягоди і фрукти;
— мед та інші продукти бджільництва, бджолоінвентар і засоби захисту бджіл;
— картопля і плодоовочева продукція;
— комбікорми для продажу населенню.

## Законодавство України
Законом України «Про патентування деяких видів підприємницької діяльності»'(втратив чинність)' визначено порядок патентування! торговельної діяльності за готівкові кошти, а також з використанням інших форм розрахунків та кредитних карток, діяльності у сфері торгівлі іноземною валютою, діяльності з надання послуг у сфері грального бізнесу та побутових послуг, що провадиться суб'єктами підприємницької діяльності.
Суб'єктами правовідносин, які підлягають регулюванню законодавством про патентування, є юридичні особи та суб'єкти підприємницької діяльності, що не мають статусу юридичної особи, — резиденти і нерезиденти, а також їхні відокремлені підрозділи (філії, відділення, представництва тощо), які займаються підприємницькою діяльністю, здійснення якої потребує придбання торгового патенту.
Дія Закону «Про патентування деяких видів підприємницької діяльності» не поширюється на торговельну діяльність та діяльність з надання побутових послуг:
1. підприємств і організацій Укоопспілки, військової торгівлі, аптек, які перебувають у державній власності, та торгово-виробничих державних підприємств робітничого постачання у селах, селищах та містах районного підпорядкування;
2. суб'єктів підприємницької діяльності — фізичних осіб, які:
  - здійснюють торговельну діяльність з лотків, прилавків і сплачують ринковий збір (плату) за місце для торгівлі продукцією в межах ринків усіх форм власності;
  - сплачують податок на промисел у порядку, передбаченому чинним законодавством;
  - здійснюють продаж вирощених в особистому підсобному господарстві, на присадибній, дачній, садовій і городній ділянках продукції рослинництва, худоби, кролів, нутрій, птиці (як у живому вигляді, так і продукції їхнього забою в сирому вигляді та у вигляді первинної переробки), продукції власного бджільництва;
  - сплачують державне мито за нотаріальне посвідчення договорів про відчуження власного майна, якщо товари кожної окремої категорії відчужуються не частіше одного разу на календарний рік;
  - сплачують фіксований податок відповідно до законодавства про оподаткування доходів фізичних осіб;
3. суб'єктів підприємницької діяльності, створених громадськими організаціями інвалідів, які мають податкові пільги згідно з чинним законодавством та здійснюють торгівлю виключно продовольчими товарами вітчизняного виробництва та продукцією, і виготовленою на підприємствах «Українського товариства сліпих» та «Українського товариства глухих».

Відповідальність суб'єктів підприємницької діяльності за порушення вимог законодавства про патентування
Суб'єкти підприємницької діяльності, що здійснюють торговельну діяльність, операції з торгівлі готівковими валютними цінностями, операції з надання послуг у сфері грального бізнесу та побутових послуг, у разі порушення вимог Закон України «Про патентування деяких видів підприємницької діяльності» несуть таку відповідальність:
- за порушення строків сплати або неповне внесення чергових платежів нараховується пеня на суму податкового боргу (включаючи суму штрафних санкцій за їхньої наявності) з розрахунку 120 відсотків річних облікової ставки Національного банку України на день виникнення такого податкового боргу або на день його (час тини) погашення, залежно від того, яка з величин таких ставок є більшою, за кожний календарний день прострочення у його сплаті;
- за порушення порядку використання торгового патент у сплачують штраф у розмірі вартості торгового патенту за один календарний місяць;
- за здійснення операцій, що підлягають патентуванню без одержання відповідних торгових патентів або з порушенням порядку використання торгового патенту, сплачують штраф у подвійному розмірі вартості торгового патенту за повний термін діяльності суб'єктів підприємницької діяльності із зазначеним порушенням;
- за здійснення операцій з реалізації товарів, що потребують видачі пільгового торгового патенту без його одержання або з порушенням порядку одержання та використання пільгового торгового патенту, сплачують штраф у п'ятикратному розмірі вартості пільгового торгового патенту;
- за здійснення торговельної діяльності без придбання короткотермінового патенту сплачують штраф у подвійному розмірі вартості короткотермінового патенту за повний термін діяльності суб'єктів підприємницької діяльності із зазначеним порушенням. До дня сплати штрафів, а також до придбання торгового патенту або оформлення пільгового торгового патенту діяльність відповідних суб'єктів підприємницької діяльності зупиняється.

Штрафи підлягають сплаті порушником у п'ятиденний термін відповідно до законодавства.
Посадові особи та громадяни — суб'єкти підприємницької діяльності у разі порушення вимог законодавства притягаються до адміністративної відповідальності.

## Реквізити торгового патенту
Торговий патент містить такі реквізити:
- номер торгового патенту;
- найменування власника торгового патенту;
- вид підприємницької діяльності;
- назва виду побутових послуг чи послуг у сфері грального бізнесу;
- місце реєстрації громадянина як суб'єкта підприємницької діяльності чи місцезнаходження суб'єкта підприємницької діяльності — юридичної особи (місцезнаходження структурного (відокремленого) підрозділу цього суб'єкта);
- для транспортних засобів — зазначення «виїзна торгівля»;
- термін дії торгового патенту;
- місцезнаходження державного податкового органу, що видав торговий патент;
- відмітка державного податкового органу про надходження плати за виданий ним торговий патент.

Форма торгового патенту та порядок його заповнення встановлюються центральним податковим органом України.
Заявка па придбання торгового патенту повинна містити такі реквізити:
- найменування суб'єкта підприємницької діяльності;
- витяг з установчих документів щодо юридичної адреси суб'єкта підприємницької діяльності, а у випадках, якщо патент придбавається для структурного (відокремленого) підрозділу, — довідка органу, який погодив місцезнаходження структурного (відокремленого) підрозділу, із зазначенням цього місця;
- вид підприємницької діяльності, здійснення якої потребує придбання торгового патенту;
- найменування документа про повну або часткову сплату вартості торгового патенту.

## Види торгового патенту
Платний торговий патент видається на здійснення торговельної діяльності у пунктах продажу товарів (магазинах, кіосках, лотках тощо).
Пільговий торговий патент дає право його власнику здійснювати торговельну діяльність окремими видами товарів вітчизняного та іноземного виробництва.
Пільговий торговий патент видається суб'єктам підприємницької діяльності або їхнім структурним (відокремленим) підрозділам, які здійснюють торговельну діяльність виключно з використанням таких видів товарів вітчизняного виробництва:
- поштові марки, листівки, вітальні листівки та конверти непогашені, ящики, коробки, мішки, сумки та інша тара з, дерева, паперу та картону, щовикористовується для поштових відправлень підприємствами Державного комітету зв'язку України, і фурнітура до них;
- періодичні видання друкованих засобів масової інформації, що мають реєстраційні свідоцтва, видані уповноваженими органами України, книги, брошури, альбоми, нотні видання, буклети, плакати, картографічна продукція, що видаються юридичними особами — резидентами України;
- проїзні квитки;
- товари народних промислів (крім антикварних та тих, що становлять культурну цінність згідно з переліком, що встановлюється Міністерством культури України);
- готові лікарські засоби (лікарські препарати, ліки, медикаменти, предмети догляду, перев'язувальні матеріали та інше медичне приладдя) та вітаміни для населення; ветеринарні препарати; папір туалетний, зубні насти та порошки, косметичні серветки, дитячі пелюшки, інші види санітарно-гігієнічних виробів з целюлози або її замінників; термометри; індивідуальні діагностичні прилади (незалежно від країни їхнього походження);
- вугілля, вугільні брикети, паливо пічне побутове, газ освітлювальний і газ скраплений, торф паливний кусковий, торф'яні брикети і дрова для продажу населенню;
- мило господарське, а також сірники (незалежно від країни їхнього походження);
- насіння овочевих, баштанних, квіткових культур, кормових коренеплодів та картоплі (незалежно від країни його походження);
- зошити.

Короткотерміновий торговий патент застосовується для здійснення торговельної діяльності з проведення виставок-продажів, ярмарків та інших заходів, пов'язаних з демонстрацією і продажем товарів терміном від 1 до 15 днів.
Спеціальний торговий патент дає право суб'єктам підприємницької діяльності на особливий порядок оподаткування: власник спецпатенту звільняється від сплати 12 податків, обов'язкових платежів та використання ЕККА.
Не потребує патентування:
- реалізація суб'єктом підприємницької діяльності продукції власного виробництва фізичним особам, які перебувають з ним у трудових відносинах, через пункти продажу товарів, вбудовані у виробничі або адміністративні приміщення цього суб'єкта;
- діяльність суб'єктів підприємництва з закупівлі у населення продукції (заготівельна діяльність), якщо подальша реалізація такої продукції відбувається за розрахунками у безготівковій формі (пункти приймання склотари, макулатури, відходів паперових, картонних і ганчіркових; заготівля сільськогосподарської продукції та продуктів її переробки);
- діяльність у торговельно-виробничій сфері (громадське харчування) на підприємствах, в установах, організаціях, у тому числі навчальних закладах, з обслуговування виключно працівників цих підприємств, установ, організацій та учнів і студентів у навчальних закладах. У разі придбання пільгового торгового патенту, суб'єкт підприємницької діяльності вносить одноразову плату у розмірі 25 гривень за весь термін дії

патенту.
Відповідальність суб'єктів підприємницької діяльності за порушення вимог законодавства про патентування
Суб'єкти підприємницької діяльності, що здійснюють торговельну діяльність, операції з торгівлі готівковими валютними цінностями, операції з надання послуг у сфері грального бізнесу та побутових послуг, у разі порушення вимог Закон України «Про патентування деяких видів підприємницької діяльності» несуть таку відповідальність:
- за порушення строків сплати або неповне внесення чергових платежів нараховується пеня на суму податкового боргу (включаючи суму штрафних санкцій за їхньої наявності) з розрахунку 120 відсотків річних облікової ставки Національного банку України на день виникнення такого податкового боргу або на день його (час тини) погашення, залежно від того, яка з величин таких ставок є більшою, за кожний календарний день прострочення у його сплаті;
- за порушення порядку використання торгового патенту сплачують штраф у розмірі вартості торгового патенту за один календарний місяць;
- за здійснення операцій, що підлягають патентуванню без одержання відповідних торгових патентів або з порушенням порядку використання торгового патенту, сплачують штраф у подвійному розмірі вартості торгового патенту за повний термін діяльності суб'єктів підприємницької діяльності із зазначеним порушенням;
- за здійснення операцій з реалізації товарів, що потребують видачі пільгового торгового патенту без його одержання або з порушенням порядку одержання та використання пільгового торгового патенту, сплачують штраф у п'ятикратному розмірі вартості пільгового торгового патенту;
- за здійснення торговельної діяльності без придбання короткотермінового патенту сплачують штраф у подвійному розмірі вартості короткотермінового патенту за повний термін діяльності суб'єктів підприємницької діяльності із зазначеним порушенням. До дня сплати штрафів, а також до придбання торгового патенту або оформлення пільгового торгового патенту діяльність відповідних суб'єктів підприємницької діяльності зупиняється.

Штрафи підлягають сплаті порушником у п'ятиденний термін відповідно до законодавства.
Посадові особи та громадяни — суб'єкти підприємницької діяльності у разі порушення вимог законодавства притягаються до адміністративної відповідальності.

## Рекомендовані нормативно-правові акти
- Господарський кодекс України від 16 січня 2003 року № 436-ІУ із змінами і доповненнями.
- Закон України «Про патентування деяких видів підприємницької діяльності» від 23 березня 1996 року № 98-96 ВР.
- Податковий Кодекс України